# Deering (Alaska)
Deering és una població dels Estats Units a l'estat d'Alaska. Segons el cens del 2007 tenia 140 habitants.

## Demografia
Segons el cens del 2000, Deering tenia 136 habitants, 42 habitatges, i 28 famílies La densitat de població era de 10,2 habitants/km².
Dels 42 habitatges en un 40,5% hi vivien nens de menys de 18 anys, en un 21,4% hi vivien parelles casades, en un 33,3% dones solteres, i en un 31% no eren unitats familiars. En el 23,8% dels habitatges hi vivien persones soles el 2,4% de les quals corresponia a persones de 65 anys o més que vivien soles. El nombre mitjà de persones vivint en cada habitatge era de 3,24 i el nombre mitjà de persones que vivien en cada família era de 3,9.
Per edats la població es repartia de la següent manera: un 39,7% tenia menys de 18 anys, un 6,6% entre 18 i 24, un 28,7% entre 25 i 44, un 17,6% de 45 a 60 i un 7,4% 65 anys o més.
L'edat mediana era de 27 anys. Per cada 100 dones hi havia 109,2 homes. Per cada 100 dones de 18 o més anys hi havia 115,8 homes.
La renda mediana per habitatge era de 33.333 $ i la renda mediana per família de 43.438 $. Els homes tenien una renda mediana de 26.875 $ mentre que les dones 25.625 $. La renda per capita de la població era d'11.000 $. Cap de les famílies i el 5,8% de la població estaven per davall del llindar de pobresa.

## Poblacions més properes
El següent diagrama mostra les poblacions més properes.